# NRJ (Sverige)
NRJ är en svensk kommersiell radiostation som startade sändningar på egen frekvens 1 oktober 1993 klockan 17.00. Från den 1 augusti 2018 är NRJ en av tre nationella kommersiella radiostationer i Sverige.

## Historik
År 1981 började det franska radiobolaget NRJ sina sändningar. År 1993 inledde man sändningar i Sverige. Det franska uttalet av kanalens initialer NRJ låter ungefär som ordet "energi" på svenska. I och med satsningarna utomlands, valde man därför att även använda varumärket ”Energy”. Claes Dieden var under många år en känd radioröst för kanalens lyssnare. Hans stämma hördes i alla jinglar och stationspromos. 
I augusti år 2004 inleddes ett samarbete mellan NRJ Group och MTG Radio. Man beslutade då att ersätta alla NRJ-stationer utanför storstäderna med Rix FM. I de fall Rix FM redan fanns på orten sänds Lugna Favoriter istället. I december 2011 avbröts samarbetet med MTG Radio och istället ska stationen börja samarbeta med SBS Radio från 1 januari 2013.
Från 1 augusti 2018 är NRJ en av tre nationella kommersiella radiostationer i Sverige.

## Tidslinje
- 1993 - NRJ tar över närradiostationen Radio 1 från Socialdemokraterna på frekvensen 91.6 FM i Stockholm. NRJ sänder 10-18 på vardagar och 10 - 14 på lördagar. Socialdemokraternas föreningar agerar ansvariga utgivare. Sändningarna innehåller reklam trots att det vid den tidpunkten inte var tillåtet i Sverige.[källa behövs]
- 1993 - 1 oktober NRJ startar i Stockholm som den första kommersiella radiostationen på egen frekvens.
- 1994 - NRJ blir snabbt Stockholms största kommersiella radiostation. Totalt sett är bara Sveriges Radio Stockholm större i antal lyssnare.
- 1996 - Konkurrenten Power Hit Radio startas i Stockholm. Stationen tar lyssnare från marknadsledande NRJ som nu blir tvåa.
- 1999 - Rix FM går om NRJ som största kommersiella nätverk.
- 1999 - Svenska NRJ lanserar sin slogan; "Sveriges hitstation nummer 1".
- 2004 - NRJ Sverige inleder ett samarbete med MTG Radio. Varumärket NRJ finns kvar i Stockholm, Göteborg och Malmö. Övriga stationer konverteras till Rix FM eller Lugna Favoriter.
- 2008 - 3 mars - Ännu en ny morgonshow startar. NRJ Morgon med Knappen & Hakim.
- 2009 - 5 maj Huvudkonkurrenten The Voice ersätter sina sändningar i Göteborg och Malmö med Rockklassiker.
- 2011 - Man meddelar att samarbetet med MTG avbryts 31.12 2012 i förmån för SBS Radio och får därmed tillbaka sina gamla frekvenser på orterna man förlorade till Rix FM.
- 2013 - Samarbetet med SBS Radio inleds. Den kända morgonshowen VAKNA med The Voice flyttar över och byter namn till VAKNA med NRJ men med samma programkonstellation.
- 2014 - De förra programledarna från Rix Morronzoo, Roger Nordin, Titti Schultz och Ola Lustig tar över VAKNA med NRJ.

## Program
- Vakna med Roger, Titti & Ola sänds från och med 13 januari 2014. Roger Nordin, Titti Schultz och Ola Lustig leder programmet varje vardag.[2]
- Numera NRJ Morgon med Basse Widman, Anis Don Demina, Sofia Wistam